# Balls to Picasso
Balls to Picasso är ett musikalbum med Bruce Dickinson, släppt 3 juni 1994.
Det är Bruce Dickinsons andra soloalbum, och kom efter att han hade lämnat Iron Maiden 1993. Han hade redan 1992 påbörjat arbetet med ett andra soloalbum, innan han lämnade Iron Maiden, eftersom skivbolaget uppmuntrat honom att göra en uppföljare till Tattooed Millionaire (1990). Han inledde studioarbetet med det engelska bandet Skin, men blev missnöjd och avslutade projektet. Han gjorde sedan ett nytt studioförsök med producent Keith Olsen, men även detta ratades. Inför det tredje studioförsöket samarbetade han med det amerikanska bandet Tribe of Gypsies och framförallt deras gitarrist och låtskrivare Roy Z, vilket resulterade i det färdiga albumet.
Det var under arbetet med detta album som han insåg att han ville lämna Iron Maiden.
Albumet var tänkt att vara färdigt med nio spår, men skivbolaget insisterade på att lägga till en låt och föreslog något i stil med Aerosmith, varpå Dickinson och Roy Z skrev "Shoot All the Clowns" och adderade den till albumet. Dickinson har senare sagt att albumet borde ha hetat "Laughing in the Hiding Bush" eller "Tears of the Dragon", men han såg termen "Balls to Picasso" som toalettklotter med två fyrkanter och inspirerades att använda det som titel.
Dickinsons son Austin Dickinson krediteras som låtskrivare på spår 5, eftersom det var han som kom på termen "Laughing in the Hiding Bush".      
Inför den efterföljande turnén hade Tribe of Gypsies fullt upp med sin egen verksamhet, och Bruce Dickinson satte istället ihop ett nytt yngre band som blev Skunkworks.    

## Låtlista
1. Cyclops (Dickinson/Roy Z) 7:58
2. Hell No (Dickinson/Roy Z) 5:11
3. Gods of War (Dickinson/Roy Z) 5:02
4. 1000 Points of Light (Dickinson/Roy Z) 4:25
5. Laughing in the Hiding Bush (Dickinson/Roy Z/Dickinson) 4:20
6. Change of Heart (Dickinson/Roy Z) 4:58
7. Shoot All the Clowns (Dickinson/Roy Z) 4:24
8. Fire (Dickinson/Roy Z/Casillas) 4:30
9. Sacred Cowboys (Dickinson/Roy Z) 3:54
10. Tears of the Dragon (Dickinson) 6:20